# Brokig gurkspindel
Brokig gurkspindel (Araniella displicata) är en spindelart som först beskrevs av Nicholas Marcellus Hentz 1847.  Brokig gurkspindel ingår i släktet Araniella och familjen hjulspindlar. Arten är reproducerande i Sverige. Inga underarter finns listade.